# La Baie aux émeraudes
Pour plus de détails, voir Fiche technique et Distribution.
La Baie aux émeraudes (titre original : The Moon-Spinners) est un film dramatique américano-britannique réalisé par James Neilson sorti en 1964.
Le film est surtout connu pour être le dernier film de l'actrice Pola Negri.

## Synopsis
Nikky Ferris, une jeune anglaise et sa tante font un voyage en Crète. Nikky fait la connaissance d'un étranger blessé Mark Camford qui l'implique dans un vol de bijoux volés afin de les récupérer. Les deux cambrioleurs en herbe se cachent dans l'auberge de la sœur de Mark, The Moon-Spinners afin de mieux combattre le voleur en fuite. Ce dernier essaye de vendre les bijoux à une riche et mystérieuse femme.

## Fiche technique
- Titre original : The Moon-Spinners
- Titre français : La Baie aux émeraudes
- Réalisation : James Neilson assisté de John Peverall, Arthur J. Vitarelli (seconde équipe) et Costas Ferris
- Scénario : Michael Dyne d'après Mary Stewart
- Continuité : Yvonne Axworthy
- Photographie : Paul Beeson, David Harcourt (cadreur)
  - Photographie additionnelle : John Wilcox, Michael Reed
- Montage : Gordon Stone
- Direction artistique : Tony Masters
- Décor : Anthony Masters
- Costumes : Anthony Mendleson
- Maquillage : Harry Frampton
- Coiffure : A. G. Scott
- Dressage des animaux : Jimmy Chipperfield
- Musique : Ron Grainer
  - Chef d'orchestre : Ron Grainer
  - Chanson : Terry Gilkyson (THe Moon-Spinners Song)
- Technicien du son :
  - Montage : Jonathan Bates
  - Mixeur : Dudley Messenger, Gordon McCallum
- Casting : Maude Spector
- Producteur : Walt Disney, Bill Anderson (coproducteur), Hugh Attwooll (associé)
- Directeur de production : Peter Manley
- Société de production : Walt Disney Productions
- Société de distribution : Buena Vista Distribution Company
- Pays d'origine :  États-Unis |  Royaume-Uni
- Format : Couleurs - 1,75:1 - Mono - 35 mm
- Durée : 118 minutes
- Date de sortie : 2 juillet 1964

Sauf mention contraire, les informations proviennent des sources concordantes suivantes : Leonard Maltin, John West et IMDb

## Distribution
- Hayley Mills (VF : Maïté Andres) : Nikki Ferris
- Eli Wallach (VF : Jacques Dynam) : Stratos
- Pola Negri (VF : Germaine Kerjean) : Madame Habib (Hibab en VF)
- Peter McEnery (VF : Jean-Pierre Dorat) : Mark Camford
- Joan Greenwood (VF : Nadine Alari) : Tante Frances (Flora en VF) Ferris
- Irène Papas (VF : Paule Emanuele) : Sophia
- Sheila Hancock (VF : Jacqueline Porel) : Cynthia Gamble
- Michael Davis : Alexis
- Paul Stassino : Lambis
- John Le Mesurier (VF : Jacques Berthier) : Anthony Gamble
- André Morell (VF : Jean Michaud) : Yacht Captain
- George Pastell : Police Lieutenant
- Tutte Lemkow (VF : Maurice Sarfati) : Orestes
- Steve Plytas (VF : Henry Djanik) : Hearse Driver
- Harry Tardios (VF : Lui-même) : Bus Driver
- Pamela Barrie : Ariadne (Ariane en VF)

Source : Leonard Maltin, Dave Smith, John West et IMDb

## Sorties cinéma
Sauf mention contraire, les informations suivantes sont issues de l'Internet Movie Database.
- États-Unis : 2 juillet 1964 (première), 8 juillet 1964 (nationale)
- Danemark : 8 septembre 1964
- France : 24 septembre 1965
- Finlande : 26 novembre 1965
- Allemagne de l'Ouest : 14 janvier 1966
- Japon : 16 mars 1966

## Origine et production
Selon Bill Anderson, l'origine du film remonte au moment où Walt Disney est venu le voir après la fin du tournage de Un pilote dans la Lune (1962) pour essayer de faire un film d'un roman apprécié par sa femme Lillian mais qu'après plusieurs lectures il ne parvenait pas à imaginer une adaptation. L'œuvre en question est Les Fileuses de lune (The Moon-Spinners, 1962) de Mary Stewart,. Walt Disney explique à Bill Anderson que Lillian acceptait de bon gré de voir les films de son mari mais qu'elle l'avait mis au défi d'adapter une œuvre qu'elle appréciait et qu'il ne voulait pas la décevoir. L'histoire du livre étant un mystère, Anderson propose de le lever dès le début du film mais Walt refuse afin de garder le public en haleine.
Le studio Disney confie au réalisateur spécialisé dans la télévision James Neilson, avec 12 épisodes de la série Alfred Hitchcock présente et plusieurs productions pour Walt Disney Television à son actif, le soin de mener à bien la production d'un film. L'histoire s'y prêtant, il réutilise la formule d'Hitchcock avec plusieurs moments brillants bien que manquant de l'insouciance du maître. Le scénario est assez simple et se concentre sur une jeune fille en vacances en Grèce avec sa tante confrontée aux mauvaises actions respectives d'un jeune homme licencié d'une banque londonienne pour vol de bijoux et du propriétaire de l'hôtel avec une collectionneuse de bijoux. Leonard Maltin cite la scène du moulin à vent, où est enfermée la jeune Nikki et dont elle s'échappe avec l'aide d'Alexis comme la plus Hitchcockienne du film.

### Les acteurs
Au début des années 1960, Walt Disney parvient à convaincre l'actrice du cinéma muet Pola Negri, à la retraite depuis 20 ans, de revenir à l'écran dans ce qui sera son dernier rôle. Maltin développe l'histoire et indique qu'après son dernier film en 1943, Pola Negri conservait une part de glamour et d'exotisme pour de nombreuses personnes. C'est Bill Anderson qui l'appela au téléphone dans sa maison au Texas et la persuada d'au moins lire le script. À l'occasion du décès de son amie Margaret West, elle se rend à Hollywood et le film est à nouveau évoqué. Elle accepte mais difficilement de revenir plus tard pour discuter d'une éventuelle participation. Pola Negri confie dans son autobiographie que c'est Walt Disney qui l'a convaincue de prendre le rôle car elle pensait ne pas avoir la force [de jouer le rôle] mais qu'il prit la responsabilité de lui simplifier la tâche,,. Le script d'origine donnait à Pola Negri un chat siamois mais selon les conseils de l'actrice, il fut remplacé par un chimpanzé pour être plus drôle,. Lors de la promotion du film à Londres, Pola Negri amena le singe en laisse dans l'hôtel où avait lieu la conférence de presse.
Une autre actrice dont la présence est notable dans le film est Hayley Mills, alors âgée de 18 ans, et toujours sous contrat avec le studio Disney. L'actrice semble prête pour des rôles plus matures comme le démontrent les répliques entre Nikky et sa tante, s'approchant des propos de croqueuses d'hommes, mais aussi les robes avec décolleté. Elle partage aussi l'affiche dans une relation amoureuse avec un nouvel acteur du studio, Peter McEnery, acteur de théâtre britannique qui tient son premier rôle pour un film Disney et aura le rôle-titre dans Le Prince Donegal (1966), .

### Tournage et décors
Le décor du film est l'un des plus importants éléments du film avec la mer, le ciel et les paysages côtiers grecs. Le tournage s'effectue en Grèce à Elounda et dans des studios en Angleterre. En raison des ravages du temps et de la Seconde Guerre mondiale, la ville a en grande partie été reconstruite en studio dans ce que le service publicitaire de Disney a nommé un « style Renaissance du XXe siècle à la Disney. » L'église est une reconstitution réalisée par les studios Disney. Pour la reconstruction de la ville, John West liste 100 ouvriers locaux, 100 tonnes de pierre, 25 tonnes de plâtre, 25 000 pieds (7 620 m) de bois, 1 900 litres de chaux, 760 litres de peintures, 2 000 plaques de contreplaqué, 1 m3 de sable et plusieurs tonnes de verdure, vignes et autres plantes exotiques,. L'équipe a aussi construit des routes, installé les lignes téléphoniques et deux bâtiments qui sont restés après le tournage, l'église orthodoxe et l'hôtel.
Le tournage en Crète devait initialement durer trois semaines mais les conditions rustiques ont prolongé la durée à trois mois. Paul Beeson a réalisé selon Dave Smith un splendide travail de photographie sur place. L'équipe a dû faire installer un château d'eau pour augmenter la pression du système d'eau courante et remplacer les réservoirs au-dessus des toits. De même le yacht a dû être restauré. L'équipe a choisi le navire de Madame Habib d'après une photographie d'un calendrier vieux de 40 ans et a cherché à le retrouver. Une fois retrouvé dans le port d'Athènes, elle a découvert qu'il n'était pas entretenu et servait de ferry. L'équipe de technicien a donc nettoyé le bateau rebaptisé Minotaure, astiqué tous les cuivres mais aussi acheté un nouveau moteur et un arbre de transmission. Vitarelli se souvient qu'en novembre 1963, alors que l'Amérique était secouée par l'assassinat de John Fitzgerald Kennedy, il était encore en Crète avec la seconde équipe tandis que l'équipe principale était à Londres et qu'il a été touché par les réactions vives et les condoléances données par les Grecs.
John West écrit que quelques scènes clés du film et du scénario ont été coupées au montage ce qui donne l'impression d'une mauvaise continuité. L'une des principales coupures concerne l'évasion de Nikky du vieux moulin à vent dans lequel Stratos l'avait enfermé grâce à Alexis. Dans le film final, Nikky crie, apeurée par un rat, pile au moment où Alexis passe près du moulin mais en réalité le jeune garçon possédait une chouette comme animal de compagnie et c'est en la suivant qu'il approche du moulin. Nikky voyant l'oiseau perché sur une poutre crie au secours mais le vent dans les ailes du moulin couvre sa voix. Heureusement une souris s'approche de Nikky et la chouette plonge vers sa proie, faisant crier à nouveau la jeune femme. Bill Anderson explique que le script semblait intéressant mais qu'il n'a jamais été possible d'avoir une prise convenable malgré de nombreuses tentatives, dont les dernières avec une chouette empaillée.

## Sortie et accueil
Le faible succès du film au cinéma malgré une production assez coûteuse a été compensé par une diffusion télévisée. Le film a été diffusé à la télévision dans l'émission Walt Disney's Wonderful World of Color  sur NBC en trois épisodes, le 20 novembre, 27 novembre et 4 décembre 1966.
La plupart des critiques trouvent le film trop juvénile dans le scénario et les performances des acteurs. Bosley Crowther du New York Times considère que « l'action n'est divertissante que pour le jeune public tandis que le côté mélodramatique comporte trop de clichés pour les plus âgés. » Robert Salmaggi du Herald Tribune écrit que le film comprend « un titre intrigant, les talents pétillants d'Hayley Mills (devenue sexy avec ses 18 ans), des images intéressantes de l'île de Crète et de ses habitants mais pas plus... ».
Lors de la ressortie du film, le studio et sa filiale de distribution Buena Vista Distribution, ont dû retirer des scènes jugées trop violentes pour ne pas avoir un film Disney estampillé d'un accompagnement parental recommandé (PG) selon le code de la Motion Picture Association of America (MPAA). Le film est sorti en vidéo en 1985.
Hayley Mills et Eli Wallach ont participé au film documentaire Pola Negri: Life is a Dream in Cinema (2006) en donnant de longues interviews au sujet de leur rencontre avec Pola Negri lors du tournage du film.

## Analyse
Dans les années 1960, le studio Disney produit de nombreux films dont certains sont des films de niches comme l'aventure avec Les Enfants du capitaine Grant (1962), les comédies musicales comme Le Pays des jouets (1961), les intrigues avec La Baie aux émeraudes (1964) et les drames avec Calloway le trappeur (1965). Pour Leonard Maltin, le film est une comédie dramatique de deux heures essentiellement destinée aux adolescents. Le film est drôle et comprend les décors naturels de Grèce. John West écrit que le film est divertissant mais n'a rien à voir avec le roman éponyme de Mary Stewart. Il est toutefois remarquable pour sa distribution, son humour caché et ses décors splendides.
Pour Maltin, les adultes ont trouvé le film trop enfantin mais le jeune public n'est pas allé voir le film, le considérant trop adulte. Il note que le succès des films est souvent soutenu par une campagne publicitaire et des discussions et ce film nécessite au moins vingt minutes rien que pour expliquer le titre. Il ajoute que la diffusion télévisuelle du film en trois épisodes espacés d'une semaine n'a pas aidé à résoudre le problème de confusion du film. Pour Bill Anderson, le problème du film réside dans la part de mystère et lors de la scène où Peter McEnery explique la situation à Hayley Mills, il imagine que le public a dû s'endormir.